# Fra Galgario

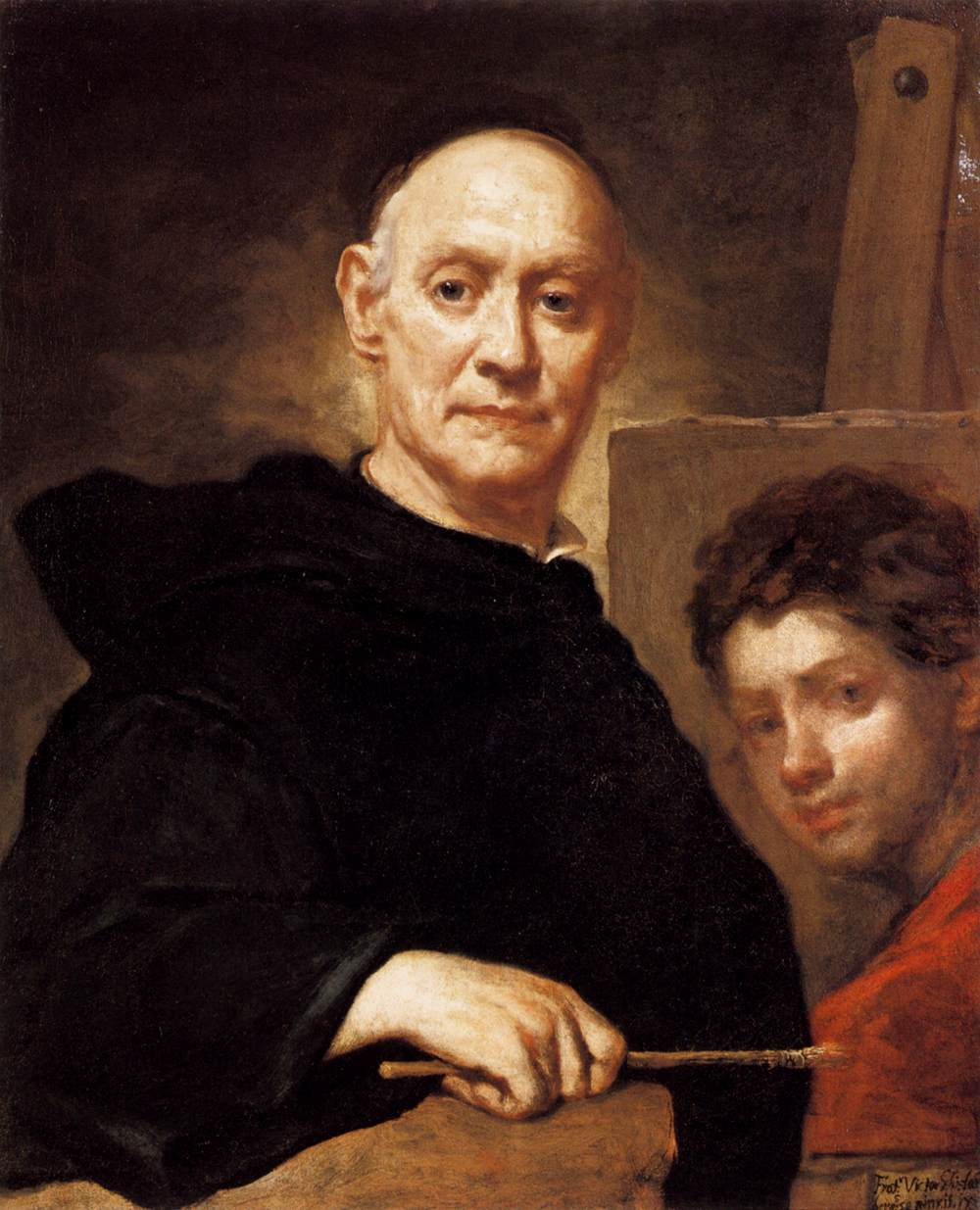
Fra Galgario (Selbstbildnis 1732)

Fra Galgario (geboren als Giuseppe Vittore Ghislandi, er nannte sich als Maler auch Giuseppe und auch Vittore Ghislandi, * 4. März 1655 in Bergamo; † Anfang Dezember 1743 ebenda) war ein italienischer Porträtmaler des Spätbarock und frühen Rokoko.

## Leben
Ghislandis Vater Domenico (* um 1656–1672) war Maler von Landschaften und Fresken. Auch einer von Fra Galgarios Brüdern war Maler. Fra Galgario lernte bei Giacomo Cotta (1627–1689), Bartolomeo Bianchi. Ab 1675 war er in Venedig, wo er Mitglied (Laienbruder) des Minoriten-Ordens San Francesco di Paola wurde und seinen Namen von Giuseppe in Vittore änderte. Er blieb bis auf einen Aufenthalt 1688 bis 1691 in Mailand (wo er sich mit dem deutschen Porträtmaler Salomon Adler befreundete und bei ihm arbeitete) bis 1702 in Venedig. Dort war er auch Schüler von Sebastiano Bombelli. Kardinal Pietro Ottoboni lud ihn nach Rom ein, was er aber ausschlug. 1702 trat er dem Paulaner-Orden bei und unter dem Namen Fra Vittorio (als Maler bekannt als Fra Galgario) in das Kloster Galgario in Bergamo ein, war aber auch häufig in Mailand. 1717 wurde er Mitglied der Accademia Clementina in Bologna. Er porträtierte vornehmlich adlige Familien im Raum Bergamo, das er selten verließ, aber auch einfache Leute und Geistliche. Er genoss einen europäischen Ruf, Bilder von ihm kamen nach Lissabon, Wien (unter anderem zu Prinz Eugen), Paris (unter anderem zum Marschall Belle-Isle).
Er setzte die Tradition der Porträtmalerei in Bergamo aus dem 16. Jahrhundert fort (sein Vorbild war insbesondere Giovanni Battista Moroni). Seine Porträts zeichnen sich durch realistische Wiedergabe aus.

## Galerie

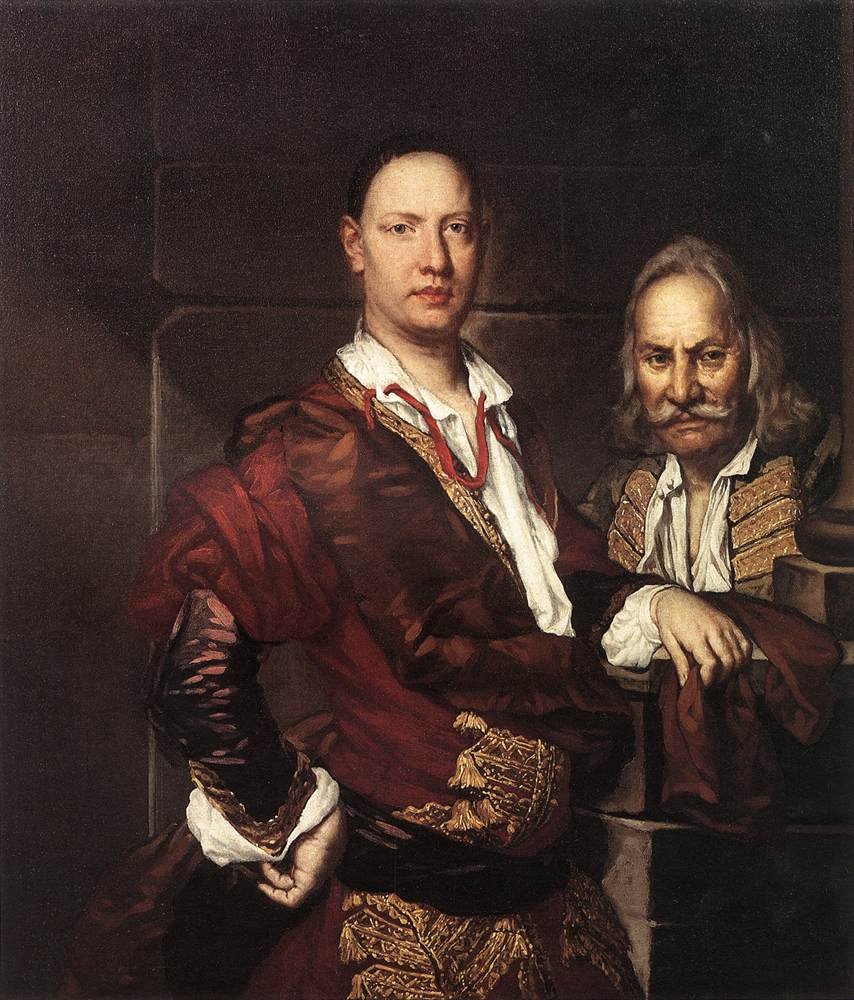
Graf Giovanni Secco Suardo mit Diener in polnischer Kleidung, 1720, Bergamo, Accademia Carrara
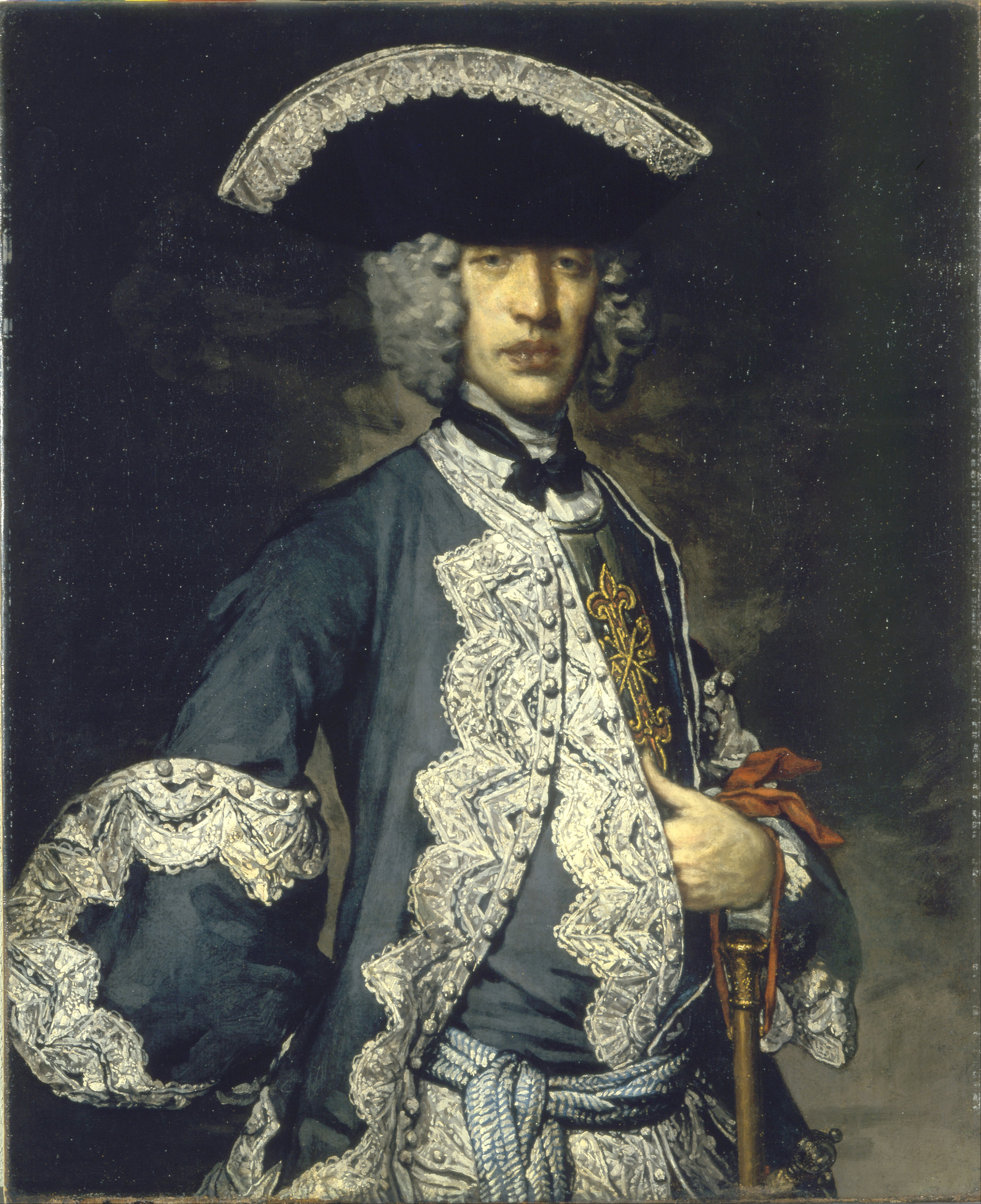
Ritter des Konstantinordens, um 1737, Poldi Pezzoli Museum, Mailand
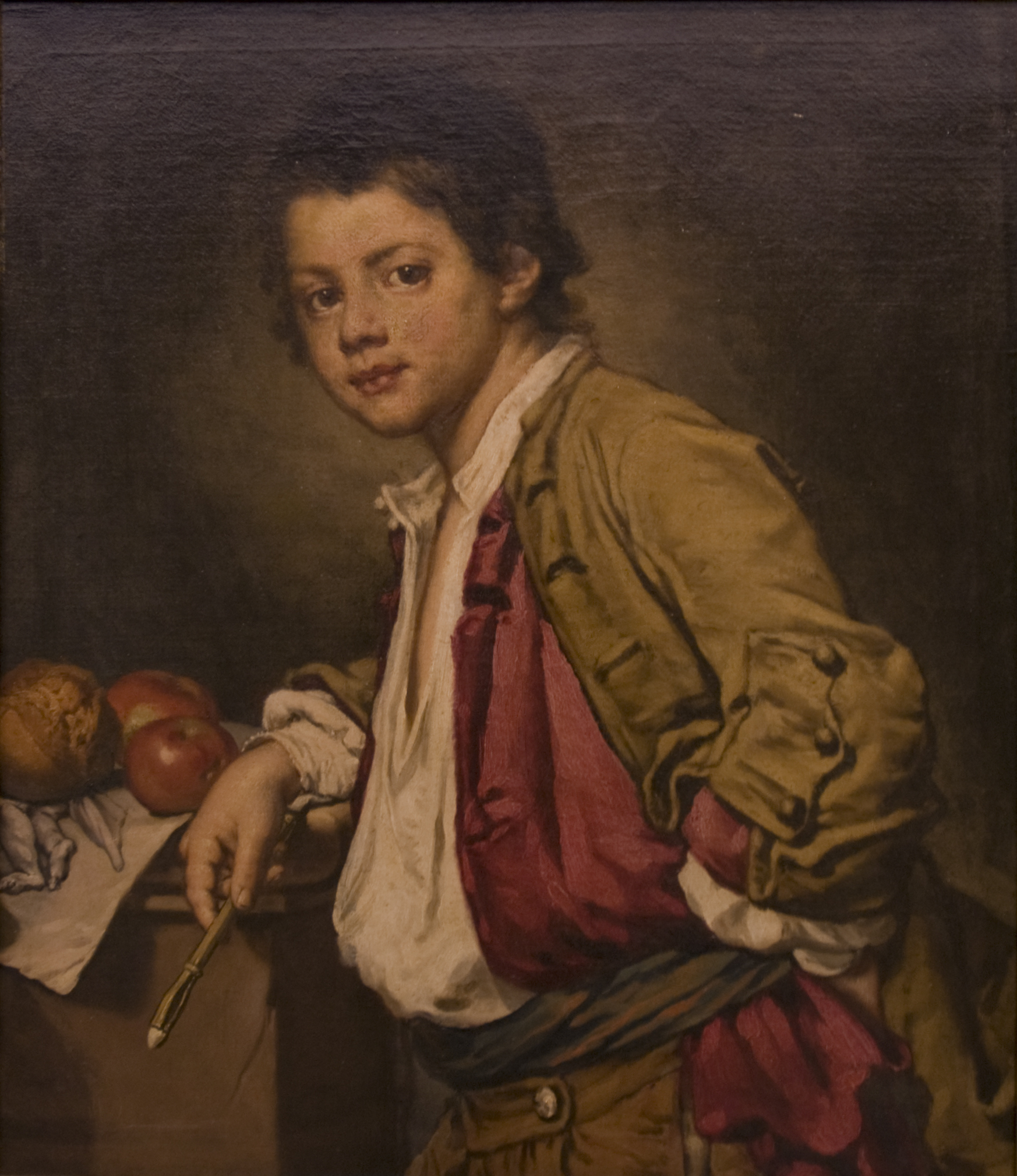
Junger Maler, 1732, Bergamo, Accademia Carrara
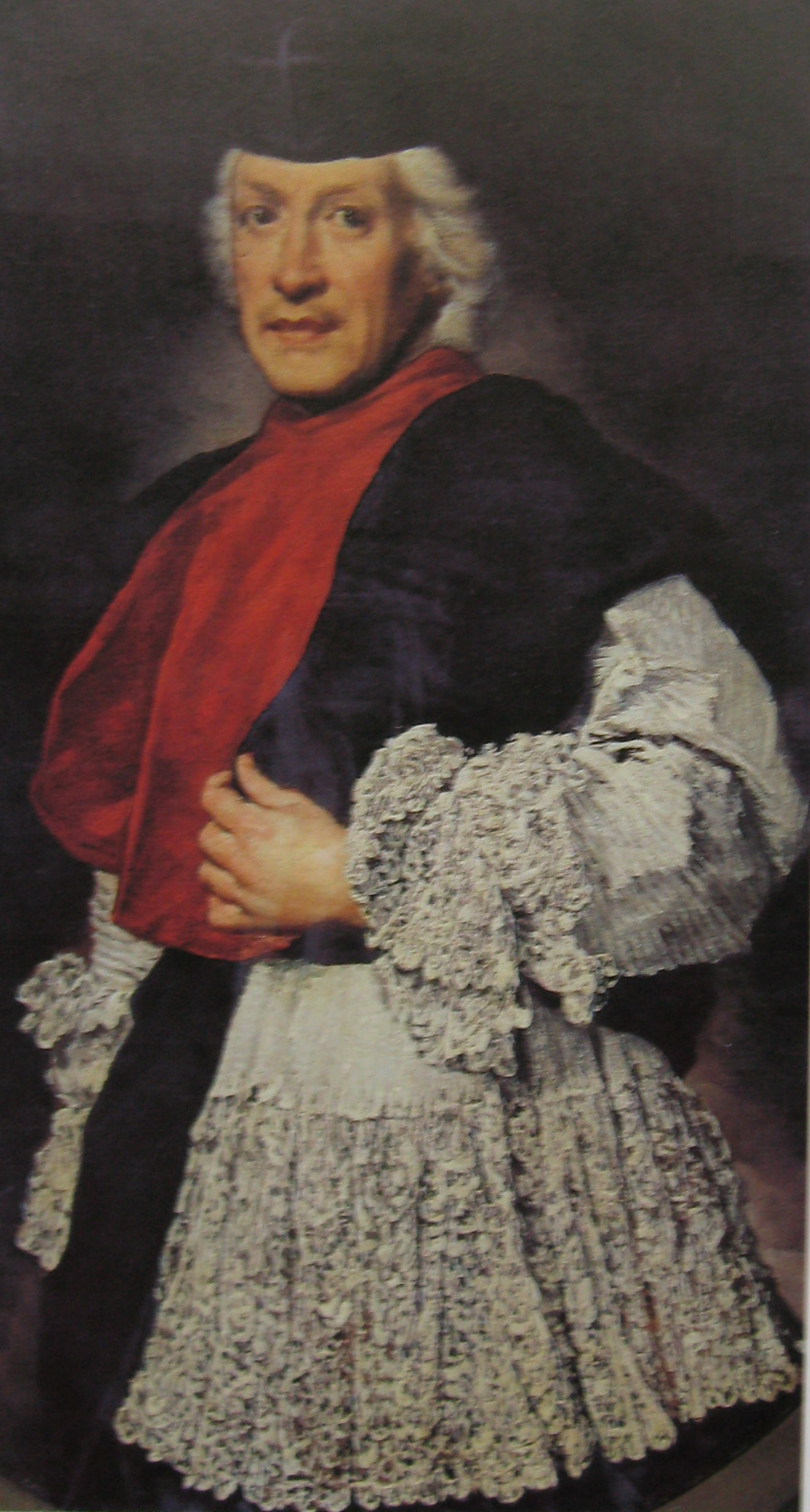
Priester
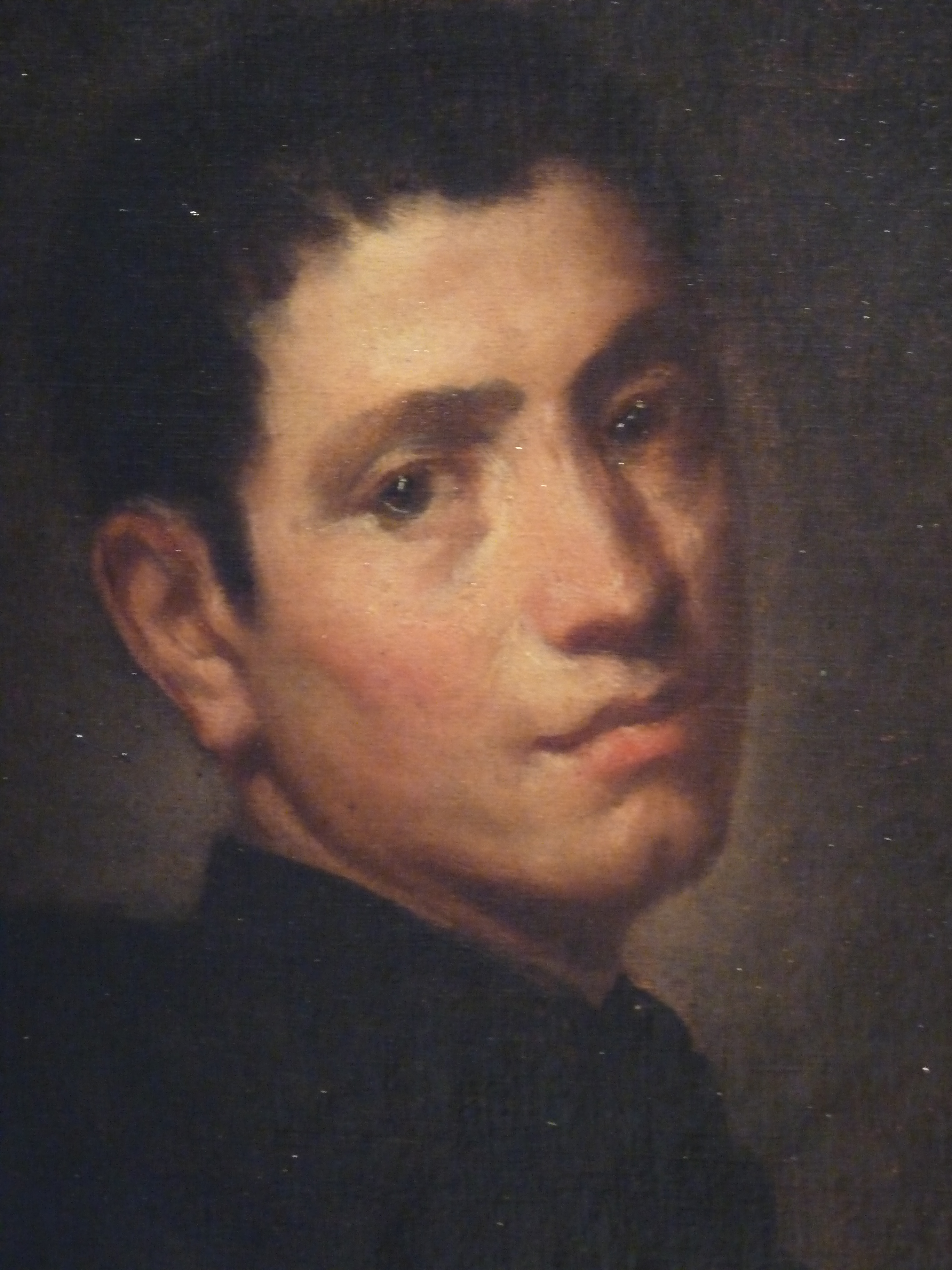
Geistlicher, etwa 1732